# Eric Kwekeu
Eric Kwekeu est un footballeur camerounais né le 11 mars 1980 jouant actuellement pour Mangasport.

## Carrière internationale
Il a fait partie de l'équipe nationale finaliste de la Coupe des confédérations 2003; il a joué son unique match international contre les États-Unis.

## Palmarès
- Finaliste de la Coupe des confédérations 2003